# Delle Croci

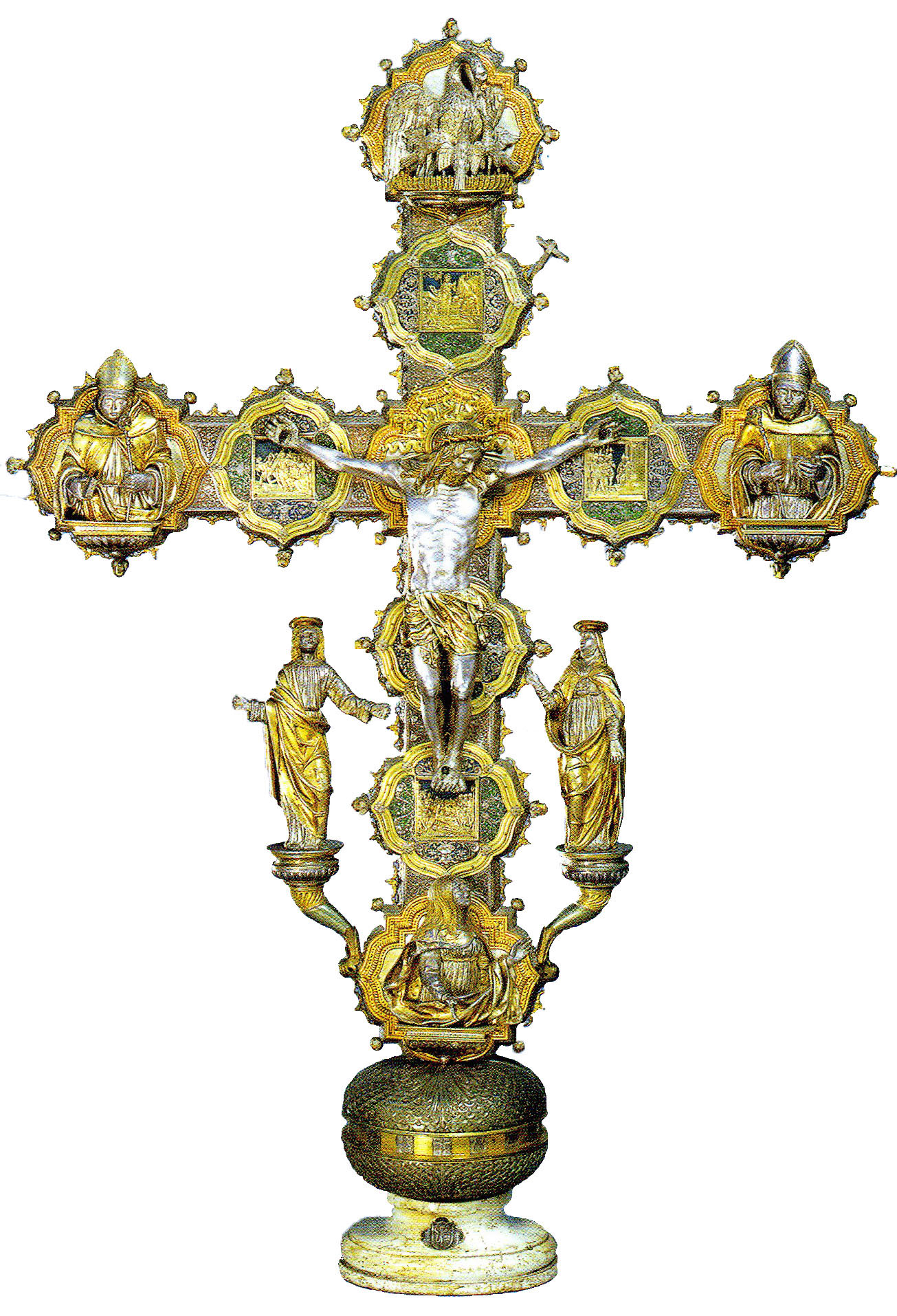
Giovanni Francesco delle Croci, Croce di San Francesco, inizio XVI secolo, Brescia, chiesa di San Francesco d'Assisi

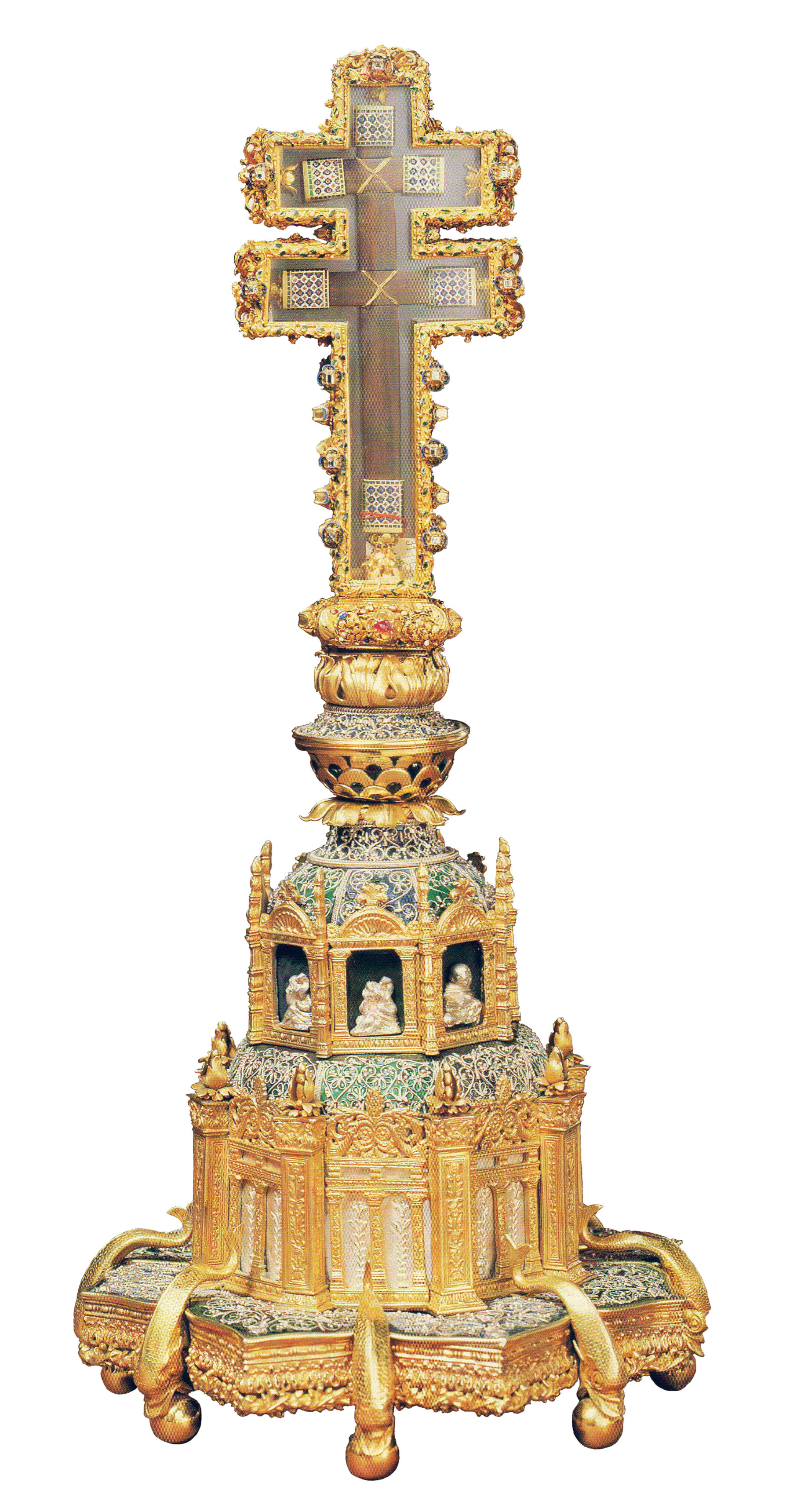
Bernardino delle Croci, Reliquiario della Santa Croce, 1474-1484, Brescia, Duomo vecchio

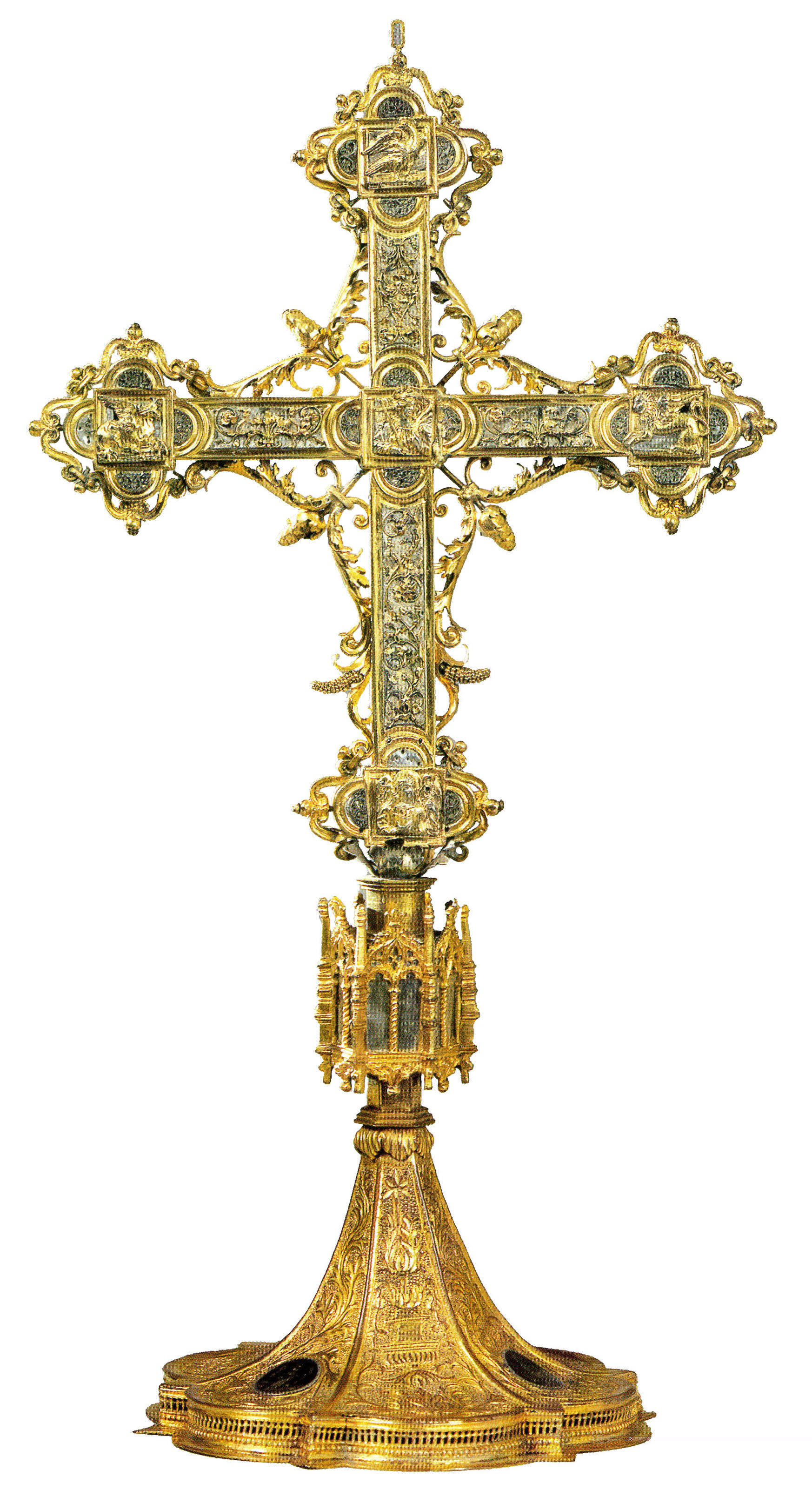
Bottega dei Delle Croci, Croce di San Faustino, inizio XVI secolo, Brescia, chiesa dei Santi Faustino e Giovita

I Delle Croci o Dalle Croci sono stati un'importante famiglia di scultori e orafi attiva a Brescia tra la seconda metà del Quattrocento e la fine del Cinquecento.
I vari componenti si specializzarono nella fabbricazione di croci processionali, d'altare e reliquiari, da cui il cognome che si legò indissolubilmente alla famiglia. La loro bottega era situata lungo il corso degli Orefici, oggi via Goffredo Mameli, e i vari contratti di compravendita di case e terreni lasciano trasparire una certa agiatezza economica, sicuramente proveniente dal loro operato.

## Componenti

### Bernardino delle Croci
Il capostipite della famiglia, Bernardino, nasce a Parma nella seconda metà del Quattrocento e doveva già risiedere a Brescia nel 1474, quando il Consiglio speciale della città delibera la realizzazione del reliquiario della Santa Croce per il tesoro delle Sante Croci. Si deve a lui l'avvio della bottega di famiglia, dove si formeranno il figlio Giovanni Francesco e il nipote Girolamo. Di sua documentata fattura è anche l'apparato bronzeo del mausoleo Martinengo, massima opera della scultura rinascimentale bresciana, eseguita in collaborazione con Gasparo Cairano per la parte lapidea.

### Giovanni Francesco delle Croci
Figlio di Bernardino, è autore di una delle massime realizzazioni dell'oreficeria italiana del Rinascimento, la Croce di San Francesco conservata nel tesoro della chiesa di San Francesco d'Assisi di Brescia. Si tratta, per contro, della sua unica opera nota, ma gli sono attribuibili indirettamente molti lavori coevi. Nato nella seconda metà del Quattrocento, è forse identificabile con il figlio di Bernardino che Pandolfo Nassino, contemporaneo ai fatti, cita come ucciso nel 1528.

### Girolamo delle Croci
Figlio di Giovanni Francesco e nipote di Bernardino, è autore della croce processionale di Cividate Camuno e di altre opere in provincia di Brescia. Non gli sono attribuibili con certezza altri lavori. Nato nel 1494, morirà tra il 1560 e il 1568.

### Altri componenti
Sono noti altri componenti della famiglia dei Delle Croci, ma a nessuno di essi è attribuibile con certezza alcuna opera e molti sono noti solo come nome. Si conosce, ad esempio, Serafino delle Croci, di professione orafo, figlio di Giovanni Francesco e dunque fratello di Girolamo, ma non è possibile ascrivergli alcun lavoro. Anche Girolamo ebbe numerosi figli, dei quali solo tre, Iacopo Antonio, Giovanni Francesco e Giuseppe proseguirono l'attività di famiglia, ma non si conoscono opere da loro eseguite.

## Stile
Ai tre componenti principali, cioè Bernardino, il capostipite, il figlio Giovanni Francesco e il nipote Girolamo si devono alcune tra le più importanti opere di oreficeria proto rinascimentale dell'Italia settentrionale e numerosissimi pezzi di minore importanza ma di livello qualitativo comunque molto alto. Nella maggior parte dei casi, a causa della scarsità di documenti, non è possibile assegnare con esattezza un'opera a un particolare artista della famiglia, anche se sono riscontrabili alcune evidenti differenze stilistiche soprattutto tra Bernardino e i figli Giovanni Francesco e Girolamo, il primo operante su basi gotiche e i secondi dal linguaggio molto più aggiornato verso i nuovi stilemi rinascimentali.

## Opere

### Opere documentate
- Bernardino delle Croci, Reliquiario della Santa Croce, 1474-1484, Brescia, Duomo vecchio.
- Bernardino delle Croci, Mausoleo Martinengo, 1503-1517, Brescia, Museo di Santa Giulia.
- Giovanni Francesco delle Croci, Croce di San Francesco, inizio XVI secolo, Brescia, chiesa di San Francesco d'Assisi.
- Girolamo delle Croci, Croce di Cividate Camuno, 1518, Cividate Camuno, chiesa di Santa Maria Assunta.

### Opere attribuibili alla bottega
- Croce di San Faustino, inizio XVI secolo, Brescia, chiesa dei Santi Faustino e Giovita.
- Reliquiario delle Sante Spine, inizio XVI secolo, Brescia, Duomo vecchio.
- Croce di Sant'Afra, inizio XVI secolo, Brescia, chiesa di Sant'Afra.
- Croce di Bagnolo Mella, prima metà del XVI secolo, Bagnolo Mella, chiesa della Visitazione di Maria.
- Croce di Lodrino, prima metà del XVI secolo, Lodrino, chiesa di Sant'Ambrogio.

È stato invece dimostrato che il reliquiario di sant'Afra nella chiesa di Sant'Afra a Brescia, anch'esso in origine attribuito ai Delle Croci, non rientra in realtà nella produzione di questa bottega.